# Bontioli
Bontioli est une commune rurale située dans le département de Zambo de la province de l'Ioba dans la région Sud-Ouest au Burkina Faso.

## Géographie

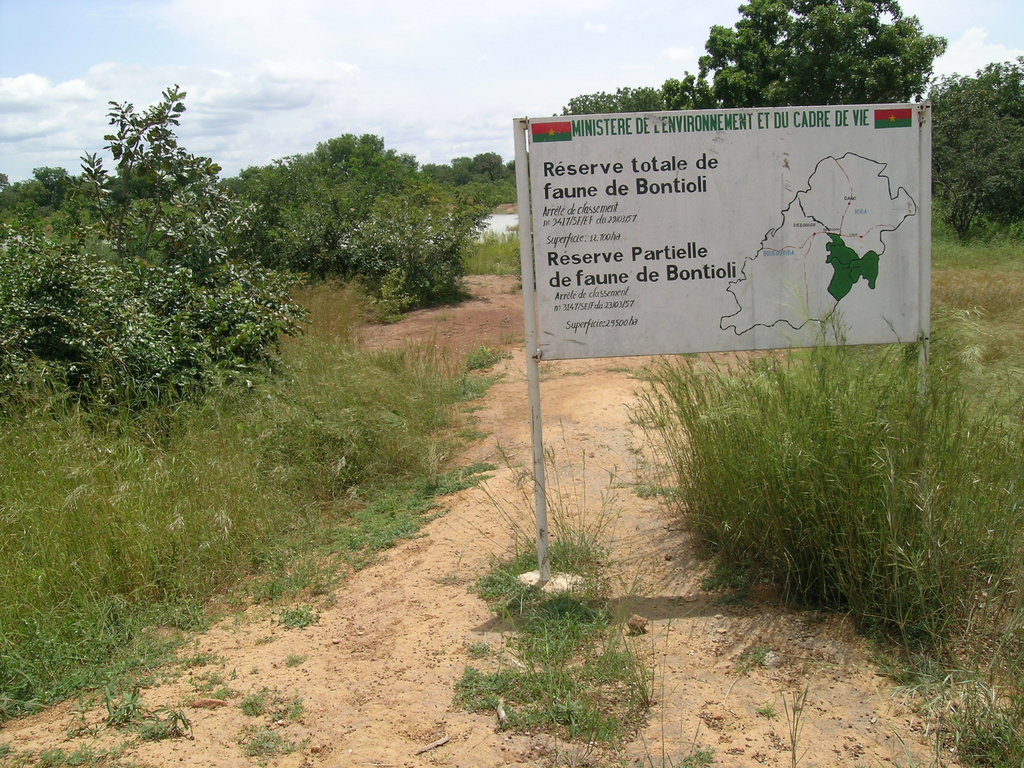
Panneau à l'entrée de la Réserve totale de faune de Bontioli.

Bontioli se trouve à 7 km au nord-ouest de Zambo, à environ 35 km au sud de Dano, le chef-lieu provincial, à 30 km au sud-est de Diébougou et à 12 km à l'ouest de la frontière ghanéenne.
Le village a donné son nom à la Réserve totale de faune de Bontioli.

## Santé et éducation
Bontioli accueille un centre de santé et de promotion sociale (CSPS) tandis que le centre médical avec antenne chirurgicale (CMA) le plus proche est celui de Diébougou dans la province voisine de Bougouriba.